# Augsburg Dirty Slugs
Die Augsburg Dirty Slugs wurden im Jahr 2000 von Daniela Schälchli und Karin Dusil als Softballabteilung der DJK Augsburg-Lechhausen gegründet. Im Gegensatz zu den meisten anderen deutschen Baseball- und Softballvereinen, die beide Sportarten anbieten, betreiben die Dirty Slugs nur den Softballsport. Im Mai 2009 wurde die neue Softballanlage des Vereins eingeweiht. Der Verein besitzt zwei Mannschaften, die im Ligabetrieb spielen.

## Geschichte und Erfolge
- 2000 Gründung der Mannschaft
- 2001 Landesliga Bayern - 2. Platz

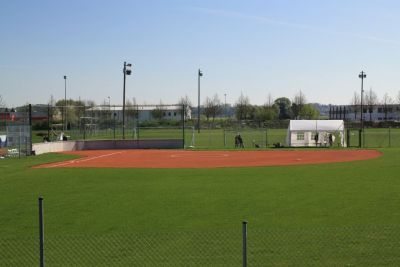
Softballfeld Augsburg

- 2002 Landesliga Bayern - 2. Platz - Nachrücker zum Aufstieg in die Bayernliga
- 2003 Bayernliga - 3. Platz
- 2004 Bayernliga - 2. Platz, 2. Mannschaft - Landesliga 3. Platz
- 2005 Bayernliga - 2. Platz, Nachrücker zum Aufstieg in die Bundesliga, Landesliga - 4. Platz
- 2006 Bundesliga - 7. Platz, Verzicht auf Relegation - Abstieg, Landesliga 3. Platz
- 2007 Bayernliga - Meister, Teilnahme an der Relegation - Aufstieg, Landesliga Meister, Verzicht auf Relegation
- 2008 Bundesliga - 6. Platz
- 2009 Bundesliga - 6. Platz
- 2010 Bundesliga - 8. Platz, Verzicht auf Relegation - Abstieg
- 2011 Bayernliga - Meister
- 2012 Bayernliga - Meister
- 2013 Bayernliga - Meister
- 2014 Bayernliga - Meister
- 2022 Auflösung der Abteilung[1]